# Gnaphosa moesta
Gnaphosa moesta är en spindelart som beskrevs av Tord Tamerlan Teodor Thorell 1875. Gnaphosa moesta ingår i släktet Gnaphosa och familjen plattbuksspindlar. Inga underarter finns listade i Catalogue of Life.